# Rory Sutherland
Rory Sutherland (ur. 8 lutego 1982 w Canberze) – australijski kolarz szosowy, zawodnik profesjonalnej grupy kolarskiej Movistar Team.

## Najważniejsze osiągnięcia
2004
- 1. miejsce w Mistrzostwach Australii U-23 (start wspólny)

2005
- 2. miejsce w Mistrzostwach Australii (jazda ind. na czas)
- 3. miejsce w Post Danmark Rundt
  - Zwycięzca klasyfikacji juniorów
- 3. miejsce w Grote Prijs Jef Scherens
- 9. miejsce w Schaal Sels-Merksem
- 10. miejsce w Vuelta a Murcia

2007
- 1. miejsce w USA Cycling National Racing Calendar
- 2. miejsce w Mistrzostwach Australii (jazda ind. na czas)

2008
- 1. miejsce w prologu Redlands Bicycle Classic
- 1. miejsce w Nature Valley Grand Prix
  - 1. miejsce na 5. etapie
- 1. miejsce w Joe Martin Stage Race
  - 1. miejsce na prologu
- 1. miejsce w Mount Hood Cycling Classic
  - 1. miejsce na 3. etapie
- 2. miejsce w Mistrzostwach Australii (jazda ind. na czas)
- 3. miejsce w Mistrzostwach Australii (start wspólny)
- 9. miejsce w Jayco Bay Cycling Classic
- 9. miejsce w Tour de Georgia

2009
- 1. miejsce w Joe Martin Stage Race
- 1. miejsce w Nature Valley Grand Prix
- 6. miejsce w Redlands Bicycle Classic

2010
- 1. miejsce w Cascade Cycling Classic
- 1. miejsce w Nature Valley Grand Prix
- 7. miejsce w Tour of California

2011
- 1. miejsce na 1. i 6. etapie Nature Valley Grand Prix
- 6. miejsce w Settimana Internazionale di Coppi e Bartali
- 7. miejsce w Tour of California
- 10. miejsce w USA Pro Cycling Challenge

2012
- 1. miejsce w Tour of the Gila
  - 1. miejsce na 1. etapie
- 1. miejsce w Tour de Beauce
- 1. miejsce na 1. etapie Tour of Utah
- 1. miejsce na 6. etapie USA Pro Cycling Challenge

2013
- 6. miejsce w Klasika Primavera
- 9. miejsce w USA Pro Cycling Challenge
- 9. miejsce w Presidential Cycling Tour of Turkey
- 10. miejsce w Circuit de la Sarthe

2014
- 5. miejsce w Grand Prix de Wallonie[1]